# Paolo Nespoli
Paolo Angelo Nespoli (Milão, 6 de abril de 1957) é um astronauta italiano.
Formado em engenharia aeroespacial e com mestrado em astronáutica e aeronáutica pela Universidade Politécnica de Nova Iorque, também é oficial do exército italiano. Devido a seu preparo militar, ele é pára-quedista, mergulhador, instrutor de saltos e operador das forças especiais italianas.
Como parte do corpo de astronautas da Agência Espacial Europeia (ESA), Nespoli foi ao espaço em outubro de 2007 como integrante da missão STS-120 do ônibus espacial Discovery, que instalou o módulo Harmony na Estação Espacial Internacional. Este módulo acoplado à ISS, tecnologia da ESA, foi construído em Turim, na Itália.
Em 15 de dezembro de 2010 voltou ao espaço, desta vez para uma missão de longa duração, integrando as expedições 26 e 27 da ISS. Nespoli foi lançado de Baikonur junto com o cosmonauta russo Dmitry Kondratyev e a astronauta norte-americana Catherine Coleman a bordo da nave Soyuz TMA-20, para se juntarem aos outros três integrantes que já se encontravam na estação, formando a nova equipe fixa de seis astronautas. Durante os meses destas expedições, Nespoli levou a cabo um extenso programa de experiências, da monitoração de radioatividade a medidas que possam melhorar o recolhimento de petróleo em reservatórios, além de colaborar na exploração científica do laboratório europeu Columbus, acoplado à ISS. Após quase seis meses em órbita, ele retornou à Terra com a tripulação da TMA-20, Dmitri Kondratyev e Catherine Coleman, pousando perto de Dzhezkazgan, no Cazaquistão, em 24 de maio de 2011. Seu retorno à gravidade, porém, depois de passar seis meses em órbita, lhe causou pequenos problemas no sistema vestibular após a descida, recuperando-se completamente pouco tempo depois.
Iniciou sua terceira missão em 28 de julho de 2017, lançado de Baikonur na nave Soyuz MS-05, para quatro meses e meio de estadia na ISS integrando as Expedições 52 e 53. Durante esta expedição, ele realizou a missão VITA, um acrônimo para Vitalidade, Inovação, Tecnologia e Habilidade. O nome, em italiano, significa "vida", refletindo as experiências científicas e tecnológicas necessárias para a vida no espaço. Nela, Nespoli realizou mais de 60 experiências. Ele também publicou o primeiro conteúdo criado no espaço especificamente para uso na Wikipedia. Retornou à Terra em 14 de dezembro de 2017, depois de 138 dias em órbita.